# Чхве Чхоль Су
Чхве Чхоль Су (кор. 최철수; нар. 1 грудня 1969, Північна Корея) — північнокорейський боксер-любитель, що виступав у найлегшій ваговій категорії. Олімпійський чемпіон 1992 року, призер чемпіонату світу.

## Аматорська кар'єра
1991 року на чемпіонаті світу Чхве Чхоль Су виборов срібну медаль.
- У 1/16 фіналу переміг Сонера Караоза (Туреччина)
- У 1/8 фіналу переміг Філіпа Десавоє (Франція) — 47-15
- У чвертьфіналі переміг Гектора Авіла (Домініканська Республіка)
- У півфіналі пройшов (через неявку) Юліяна Строгова (Болгарія)
- У фіналі програв Іштвану Ковачу (Угорщина) — 15-25

Олімпійські ігри 1992 
- 1/16 фіналу. Переміг Мустафу Есмаїла (Єгипет) — 7-4
- 1/8 фіналу. Переміг Пола Інгла (Велика Британія) — 13-12
- 1/4 фіналу. Переміг Роббіна Падена (Австралія) — 25-11
- 1/2 фіналу. Переміг Іштвана Ковача (Угорщина) — 10-5
- Фінал. Переміг Рауля Гонсалеса (Куба) — 12-2

## Професіональна кар'єра
У 1996—1999 роках провів три переможних боя на професійному ринзі.